# Radiaster gracilis
Radiaster gracilis is een kamster uit de familie Radiasteridae.
De wetenschappelijke naam van de soort werd, als Mimaster gracilis, in 1916 gepubliceerd door Hubert Lyman Clark.